# 亞歷山大·阿利耶夫
亞歷山大·亞歷山德羅維奇·阿利耶夫（烏克蘭語：Олександр Олександрович Алієв，1985年2月3日—）是烏克蘭足球選手，烏克蘭、俄羅斯雙重國籍。司職中場。他曾在2011年至2013年效力于烏克蘭足球超級聯賽球隊基輔迪納摩。他也代表烏克蘭國家足球隊參賽。
2022年俄羅斯入侵烏克蘭期間，他加入烏克蘭軍隊。

## 外部連結
- Profile on Official Dynamo Kyiv website（页面存档备份，存于）
- Stats about Dynamo Kyiv players on Ukrainiansoccer.net